# Языково (Пензенская область)
Языково — село в Белинском районе Пензенской области России. Входит в состав Лермонтовского сельсовета.

## География
Расположено в 8 км к юго-западу от села Лермонтово.

## История
Основана в первой половине XVIII века дворянином Григорием Семеновичем Языковым, заселено крестьянами из соседней деревни Крюковщино. До революции в составе в начале Ключевской волости Чембарского уезда, затем Крюковской. После 1917 г. центр сельсовета, бригада колхоза имени Мичурина.

## Население
| 1864 | 1897 | 1911  | 1926  | 1930  | 1951 |
| ---- | ---- | ----- | ----- | ----- | ---- |
| 581  | ↗839 | ↗1104 | ↗1192 | ↗1378 | ↘619 |
| 1959 | 1970 | 1979  | 1989  | 1996  | 2002 |
| ↗624 | ↘566 | ↘433  | ↘299  | ↘279  | ↘227 |
| 2010 |      |       |       |       |      |
| ↘158 |      |       |       |       |      |